# ベルビュー航空
ベルビュー航空（べるびゅーこうくう、英語: Bellview Airlines）は、かつて存在したナイジェリアの航空会社。1992年にラゴス州イケジャで設立され、ラゴスのムルタラ・モハンマド国際空港から国際線を含む定期路線を運行していた。2009年に倒産し、その従業員を引き継ぐ形でファースト・ネーション航空が設立された。

## 歴史
1992年、ベルビュー・トラベルズとして設立。設立当初はラゴスを拠点とした旅行会社であり、Yak-40を使用したチャーター機の運行を行なっていた。そしてその翌年にはダグラス DC-9をリースして定期旅客便の運行を開始した。1995年には会社の拡大を進めるためにシエラレオネに子会社を設立した。

## 就航地

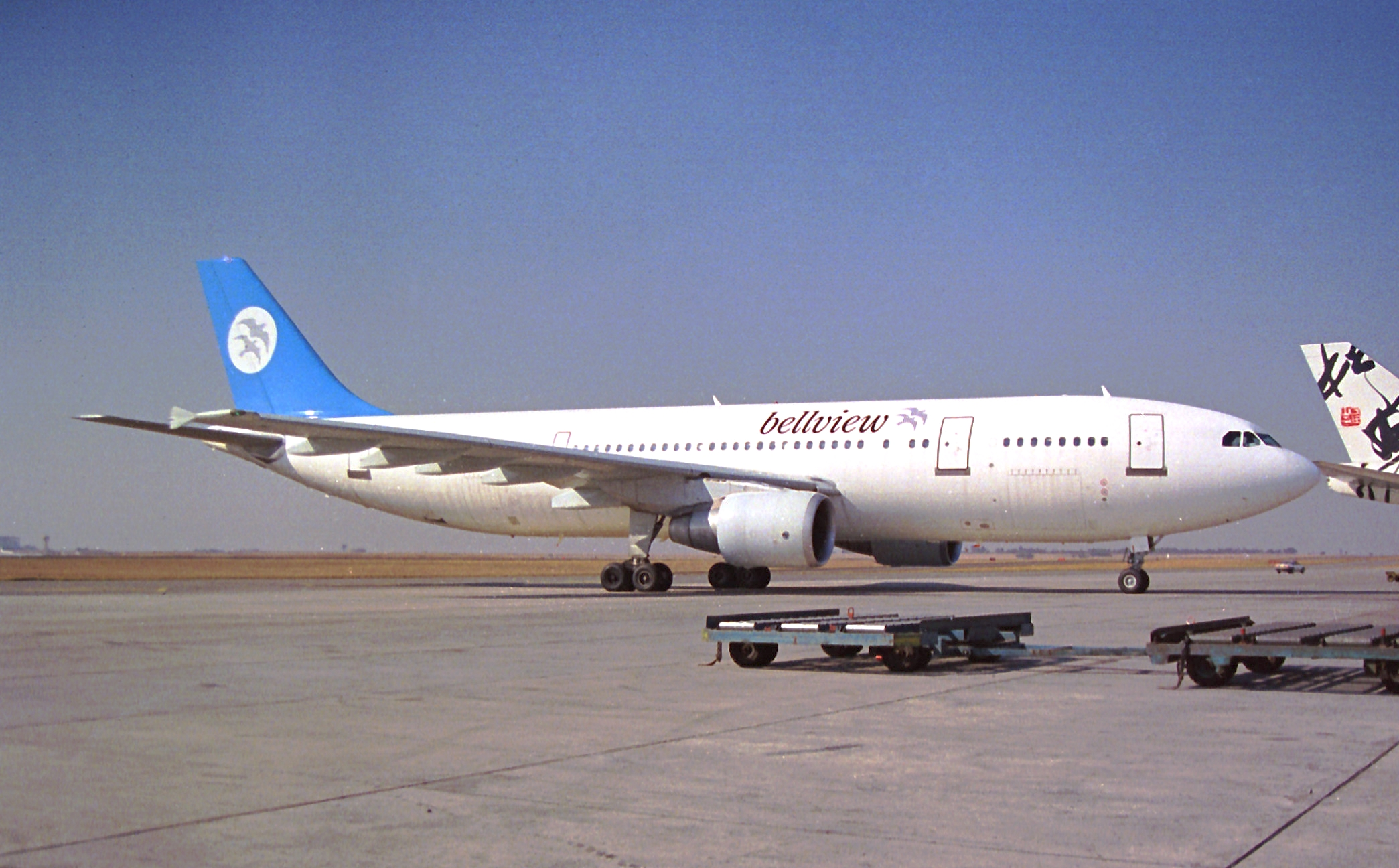
ベルビュー航空のエアバスA300-600

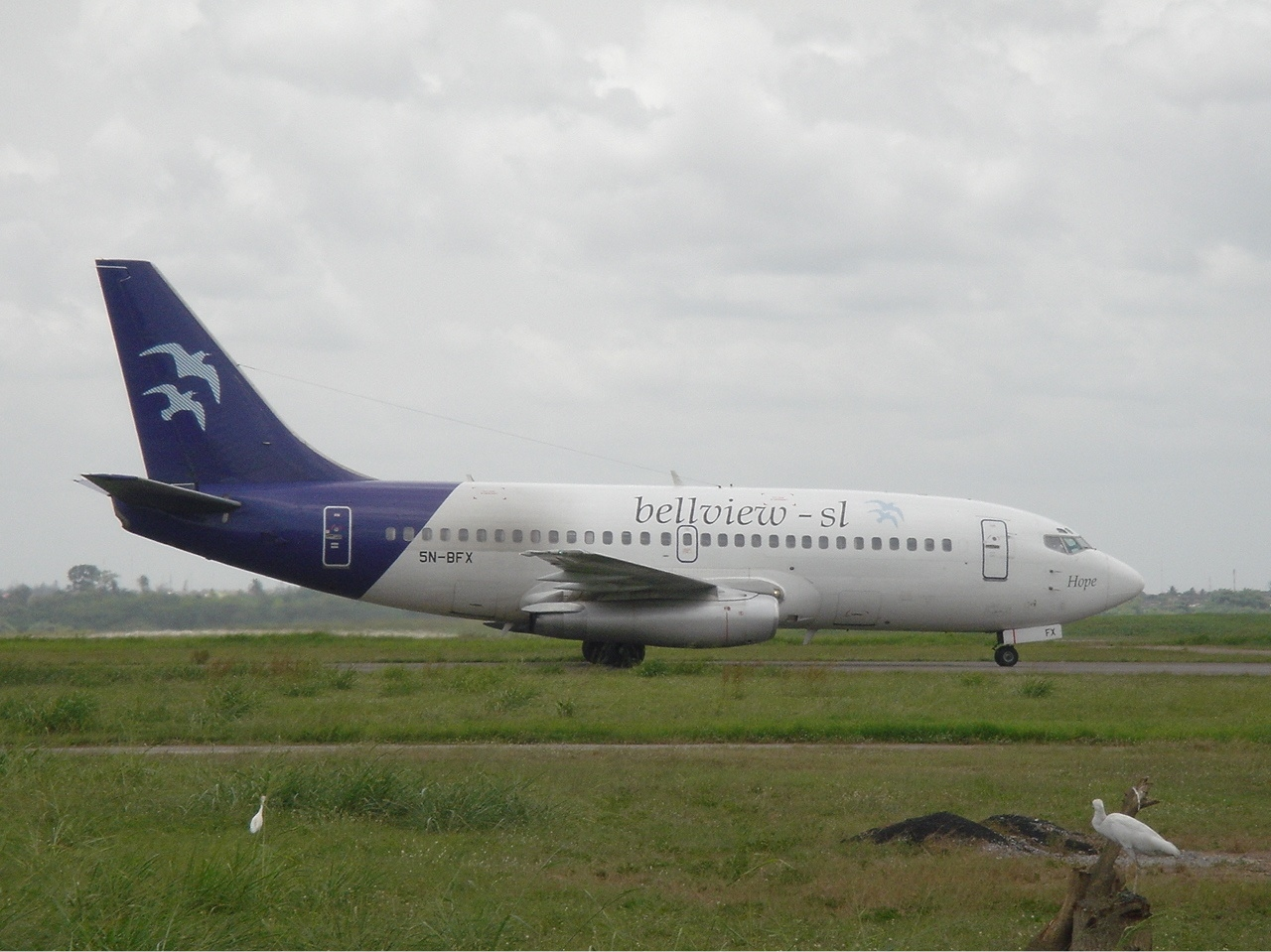
ベルビュー航空のボーイング737-200

2009年6月の時点でベルビュー航空は以下の空港へ就航していた。

### アフリカ
- カメルーン
  - ドゥアラ（ドゥアラ国際空港）
- コートジボワール
  - アビジャン（フェリックス・ウフェ＝ボワニ国際空港）
- ガボン
  - リーブルヴィル（リーブルヴィル国際空港）
- ガンビア
  - バンジュール（バンジュール国際空港）
- ガーナ
  - アクラ（コトカ国際空港）
- ギニア
  - コナクリ（コナクリ国際空港）
- リベリア
  - モンロビア（ロバーツ国際空港）
- ナイジェリア
  - アブジャ（ンナムディ・アジキウェ国際空港）焦点都市
  - ラゴス（ムルタラ・モハンマド国際空港）ハブ
  - カノ（マラム・アミヌ・カノ国際空港）
  - ポートハーコート（ポートハーコート国際空港）焦点都市
- セネガル
  - ダカール（レオポール・セダール・サンゴール国際空港）
- シエラレオネ
  - フリータウン（ルンギ国際空港）
- 南アフリカ共和国
  - ヨハネスブルグ（O・R・タンボ国際空港）

### ヨーロッパ
- イギリス
  - ロンドン（ロンドン・ヒースロー空港）

## インシデント・事故
- ベルビュー航空210便墜落事故[4]：2005年10月22日、ナイジェリアの首都アブジャにあるンナムディ・アジキウェ国際空港行き210便（ボーイング737-200）が、ムルタラ・モハンマド国際空港離陸直後に墜落した事故。搭乗していた乗客117名全員が死亡した。

- 2005年12月19日、ラゴスからシエラレオネの首都フリータウンへ向かうベルビュー航空の機体が、油圧系統のトラブルでガーナの首都アクラにあるコトカ国際空港へ緊急着陸した。これにより、ナイジェリア当局はベルビュー航空の機体に対して22日までの運行禁止を命じた[5]。

## 機体
ベルビュー航空が運用していた機体は以下の通り。
- エアバスA300-600：2機（1997年 - 2000年）
- ボーイング737-200：5機（2001年 - ）
- ボーイング737-300：4機（2003年 - ）
- ボーイング767-200ER：3機（2005年 - ,ロンドン便のみ）